# سید محمدمهدی خراسانی
سید محمدمهدی موسوی اصفهانی (زاده ۱۱۵۲ه.ق _درگذشته ۱۲ رمضان ۱۲۱۸ ه.ق) از فقهای قرن دوازدهم و سیزدهم قمری و ملقب به شهید رابع می‌باشد.

## تولد
سید محمدمهدی اصفهانی خراسانی در سال ۱۱۵۲ ه‍.ق در شهر اصفهان دیده به جهان گشود. وی با بیست و هفت واسطه به امام ششم شیعیان می‌رسد. در میان اجداد شهید شاه نعمت‌الله ولی جد پنجم بشمار می‌آید. میرزا حبیب خراسانی از عرفای قرن چهاردهم ه‍.ق هم نبیره اوست.
وی جد میرزا عسکری شهیدی مشهدی معروف به آقا بزرگ حکیم و بنا به روایتی جد سوم سید احمد علم‌الهدی امام جمعه فعلی مشهد است.

## تحصیلات
وی در اصفهان از محضر اساتیدی چون محمد بیدآبادی اصفهانی و علامه شیخ حسین عاملی مشهدی (امام جمعه و شیخ الاسلام مشهد) بهره جست. علامه او را به دامادی خویش پذیرفت. چندی بعد به عتبات مهاجرت کرد و نزد اساتیدی از جمله محمدباقر وحید بهبهانی تلمذ نمود.

## دوستان
او سالیان بسیار با سه تن از همه مباحثه‌ای‌های خود سید محمدمهدی بحرالعلوم، میرزا محمدمهدی شهرستانی، ملا مهدی نراقی که به همراه سید، به مهادی اربعه شهرت یافتند، به کسب علم از محضر علما پرداخت.

## شاگردان
حمزه قائنی
سید دلدار علی رضوی هندی
سید محمدمهدی بحرالعلوم
حاج میرزا زین العابدین خوانساری
محمدصالح برغانی قزوینی
محمدتقی برغانی
ملااحمد نراقی
ملّا عبدالوهّاب شیخ الاسلام مشهدی
احمد بهبهانی
میرزا هدایت الله شهیدی

## در مشهد
وی سپس از اتمام درس درعتبات عالیات به مشهد بازگشت و به برگزاری درس معارف اسلامی در این شهر و در سراچهٔ منزل خود پرداخت.
سید محمدمهدی بحرالعلوم برای استفاده از درس ایشان به مشهد آمد و وقتی سید استعداد او را در کلاس درس خویش دید وی را بحرالعلوم لقب داد.
در این دوره از جمله تالیفات وی نبراس الهدایة فی شرح الکفایه، شرح کتاب الدّروس الشّرعیّه، کتابی در احکام و آداب حج و رسالة فی تحقیق النیروز می‌باشد که در موزه آستان قدس رضوی نگهداری می‌شوند و در مشهد نگاشته شده‌اند.
او دارای سه پسر نامدار به نام‌های میرزا هدایت الله شهیدی، میرزا عبدالجواد، میرزا داود شهیدی بود که همگی مرید پدر بوده، در زمرهٔ شاگردانش بوده‌اند.

## در عرصه سیاست
سید محمدمهدی اصفهانی که علاوه بر تسلط بر علوم فقهی و نقلی، در امور سیاسی زمان خویش نیز صاحب نظر بود همواره در مقابل بی کفایتی پادشاهان قاجار ایستادگی کرد.
او بنا به حکم شرع ریاست امور شرعی، حقوقی، قضایی و اجتماعی خراسان را بر عهده داشت و برگزار کننده نمازات جمعه و اعیاد در مشهد بود و همیشه از جایگاه اجتماعی خود برای اصلاح امور روزمره مردم بهره برد.
او هیچ گونه منصب حکومتی را در دولت قاجار نپذیرفت، اما بعد از مشاهده ضعف فتحعلی شاه در حکومت کوشید با ارشاد کارگزاران وقت خراسان همکاری‌هایی به منظور دفاع از شهر مشهد، شریعت و اتحاد ملی داشته باشد. چنانچه وقتی مشاهده کرد اشرار ازبک و ایرانی می‌خواهند اوضاع آشفته ای را به خراسان تحمیل کنند، او در برابر تجاوز به شهروندان مشهد مقاومت نمود. همین امر هم زمینه‌های قتل (شهادت) وی را فراهم ساخت.
برخی روایات بدون منبع بر اخراج نورعلیشاه از مشهد توسط وی اشاره دارد.

## فوت
محمد مهدی خراسانی سرانجام در سال ۱۲۱۸ ه‍.ق در دوازدهمین روز از ماه رمضان در غائله تصرف مشهد توسط نادر میرزا، از نوادگان نادرشاه افشار. در ایوان طلا صحن حرم رضوی در سن ۶۰ سالگی کشته شد.
بنا به روایتهای تاریخی نادر میرزا، فرزند شاهرخ افشار، که در جریان دستگیری، شکنجه و مرگ پدرش در زمان آغا محمد خان قاجار، به افغانستان گریخت بود، با مرگ این شاه به ایران آمد. در آشفتگی زمان سلطنت فتحعلی شاه، نادر میرزا سپاهیانی گرد آوری کرد و به انتقام خون پدر آماده پیکار شد.
اما نادر میرزا با ضعف حکومت مرکزی در خراسان اعلام استقلال نمود و قصد نزدیکی به دربار فتحعلی شاه را داشت؛ که سید محمد مهدی خراسانی به عنوان امام جمعه و مسئول امور شرعی، حقوقی، قضایی و اجتماعی خراسان، و به منظور حفظ اتحاد ملی کشور، مانع توافق جدایی خراسان به صورت ملوک الطوایفی بین قاجارها و نادر میرزا شد.
پس از آن فتحعلی شاه سپاهی به سرداری داماد خود به خراسان فرستاد که مشهد را در تصرف خود گرفت و کار را بر اهالی مشهد سخت نمود. با وساطت سید محمدمهدی خراسانی، سپاه شاه دست از محاصره برداشت و با شرط دستگیری نادر میرزا توسط اهالی مشهد، به دامغان عقب‌نشینی کرد؛ که این شرط توسط اهالی شهر عملی نشد و محاصره مجدداً تجدید گردید. نادر میرزا تصمیم گرفت در برابر سپاه فتحعلی شاه مقاومت کند. از این رو، به روایت گرانت واتسن، برای اینکه از عهده مخارج قشون و حراست شهر برآید، به صحن امام رضا رفت، ضریح را عقب زد و سر طوق مکلّل (آراسته) و جواهرنشان را که بر مزار گنبد امام رضا، نصب گردیده بود، پایین کشیدند و قالی سیم و زر تاب سورهٔ یاسین را برای استخراج طلاها و نقره‌های درون آن آتش زدند.
بنا به روایتی این اقدام موجب شورش مردمی شده و درگیری آنها با سربازان نادر میرزا سبب می‌شود. بنا به روایتی نادر میرزا در همان روز شخصاً در ایوان طلا صحن حرم اقدام به قتل سید محمد مهدی حسینی خراسانی که قصد ممانعت از ربودن الواح طلا گنبد را داشته می‌نماید.
به روایتی دیگر میرزا قلی نادر، روز بعد از حمله به حرم امام رضا، با خشونت وارد خانه سید محمدمهدی خراسانی شد و او را که در حال نماز خواندن بود با تبرزین جنگی خود نقش بر زمین کرد. اعمال نادر میرزا باعث شد که مردم دروازه شهر را به روی سپاهیان شاه وقت بگشایند.
به همین رو به سید محمد مهدی موسوی اصفهانی خراسانی، شهید رابع نیز گفته می‌شود و خاندان او از آن پس در نجف، کرمان، اصفهان و خراسان به آل شهیدی معروف شده‌اند.

## مدفن
پیکر او در حرم علی بن موسی الرضا به خاک سپرده شده‌است. مدفن وی که در کمترین فاصله از قبر امام رضاست و از مکانهایی است که کمتر کسی اجازه دفن در آنجا را داشته و بعدها میرزا احمد کفایی (سومین فرزند از دومین همسر) آخوند خراسانی و داماد سید محمد مهدی نیز در نزدیکی وی به خاک سپرده شد.
سید محمد مهدی حسینی الموسوی اصفهانی، فرزند سید هدایت الله است و فرزند ارشدش سید عبد الجواد است
سید محمد مهدی بحرالعلوم از شاگردان اوست.
از سید محمدمهدی الموسوی الصفهانی خراسانی نیز بعنوان شهید رابع ذکر به میان آمده است.